# FBC Dragons
Der FBC Dragons ist ein österreichischer Floorballverein aus Wien. Er wurde 2015 gegründet und nimmt mit der Damenmannschaft an der WIFL und österreichischen Bundesliga teil. Die Herrenmannschaft spielt ab der Saison 2024/25 erstmals in der International Floorball League. Zuvor hat das Herrenteam in der österreichischen Bundesliga gespielt. Größter Erfolg des Vereins ist der Damen Staatsmeistertitel 2024/25 und bei den Herren das Erreichen der Staatsmeisterschaft 2025, nachdem man zuvor 2021  sowie 2023 durch die Niederlagen in den Bundesliga-Final 4-Finals noch jeweils knapp verpasste.
In der Jugend wurden die U19-Damen schon mehrmals österreichischer Meister. In der Wiener Liga sind einige Teams mehrmals Wiener Meister geworden.

## Titel und Erfolge

### Herren
- Staatsvizemeister 2025
- Bundesliga-Vizemeister 2021, 2023
- Bundesliga-Dritter 2022

### Damen
- Staatsmeister 2025
- Bundesliga-Halbfinale 2022, 2023